# Und (Ungheria)
Und è un comune di 342 abitanti situato nella contea di Győr-Moson-Sopron, nell'Ungheria nordoccidentale.